# 上坪乡 (芷江县)
上坪乡，是中华人民共和国湖南省怀化市芷江侗族自治县下辖的一个乡镇级行政单位。

## 行政区划
上坪乡下辖以下地区：
三里桥村、新华村、上坪村、对伙铺村、长征村、仲黄坪村、普溪村、马路坡村、到湾村、大竹园村、把关口村和桐木垅村。